# Губауча (Долж)
Губауча (рум. Gubaucea) насеље је у Румунији у округу Долж у општини Вела. Oпштина се налази на надморској висини од 156 m.

## Становништво
Према подацима из 2002. године у насељу је живело 741 становника, од којих су сви румунске националности.